# Pedro Hebenstreit
Pedro Hebenstreit (eigentlich Erhard Hebenstreit, * 27. November 1926 in Meiningen; † 11. Dezember 2009 in Berlin) war ein deutscher Balletttänzer und Schauspieler.

## Leben
Hebenstreit genoss eine Ausbildung als Balletttänzer und Schauspieler. Als Tänzer waren das Opernhaus Leipzig, wo er als Solotänzer engagiert war, und die Deutsche Staatsoper Berlin (hier als erster Charaktersolist) seine bedeutendsten Wirkungsstätten. Mit Beginn der 1960er Jahre verstärkte er seine Arbeit für Fernsehen und Film; zunächst als Tänzer für Aufzeichnungen des Fernsehens, später als Schauspieler in zahlreichen Rollen auch für die Leinwand. Dort wurde er oftmals als südländischer Charakter und in Märchenfilmen besetzt.

## Filmografie (Auswahl)
- 1962: Revue um Mitternacht
- 1964: Viel Lärm um nichts
- 1965: Schlafwagen Paris–München (Fernsehfilm)
- 1967: Die Räuber (Fernsehfilm)
- 1971: KLK an PTX – Die Rote Kapelle
- 1971: Optimistische Tragödie (TV)
- 1972: Reife Kirschen
- 1973: Apachen
- 1973: Unterm Birnbaum
- 1973: Zement (Fernsehfilm, zwei Teile)
- 1973: Das unsichtbare Visier (TV)
- 1974: Hans Röckle und der Teufel
- 1974: Zum Beispiel Josef
- 1975: Die schwarze Mühle (TV)
- 1976: Das blaue Licht
- 1976: Trini
- 1977: Zur See – 4. Folge: Die Kollision (TV)
- 1977: Unterwegs nach Atlantis
- 1977: El Cantor (TV)
- 1978: Brandstellen
- 1978: Sabine Wulff
- 1978: Anton der Zauberer
- 1979: Des Henkers Bruder
- 1979: Einfach Blumen aufs Dach
- 1979: Schneeweißchen und Rosenrot
- 1980: Der Baulöwe
- 1980: Alma schafft alle (TV)
- 1980: Polizeiruf 110: Der Einzelgänger (TV-Reihe)
- 1980: Levins Mühle
- 1984: Front ohne Gnade (Fernsehserie)
- 1984: Die vertauschte Königin
- 1984: Ach du meine Liebe (Fernsehfilm)
- 1984: Biberspur
- 1985: Der Doppelgänger
- 1987: Hasenherz
- 1988: Froschkönig
- 1988: Melanios letzte Liebe
- 1989: Die Geschichte von der Gänseprinzessin und ihrem treuen Pferd Falada (Sprechrolle)
- 1990: Der Streit um des Esels Schatten

## Theater
- 1959: Joseph Kosma: Die Weber von Lyon – Regie: Lilo Gruber (Deutsche Staatsoper Berlin)